# Lomonossovskaïa (métro de Saint-Pétersbourg)
Pour les articles homonymes, voir Lomonossov (homonymie).
Lomonossovskaïa (en russe : Ломоно́совскаяя) est une station de la ligne 3 du Métro de Saint-Pétersbourg. Elle est située  dans le raïon la Neva, à Saint-Pétersbourg en Russie.
Mise en service en 1970, elle est desservie par les rames de la ligne 3 du métro de Saint-Pétersbourg.

## Situation sur le réseau

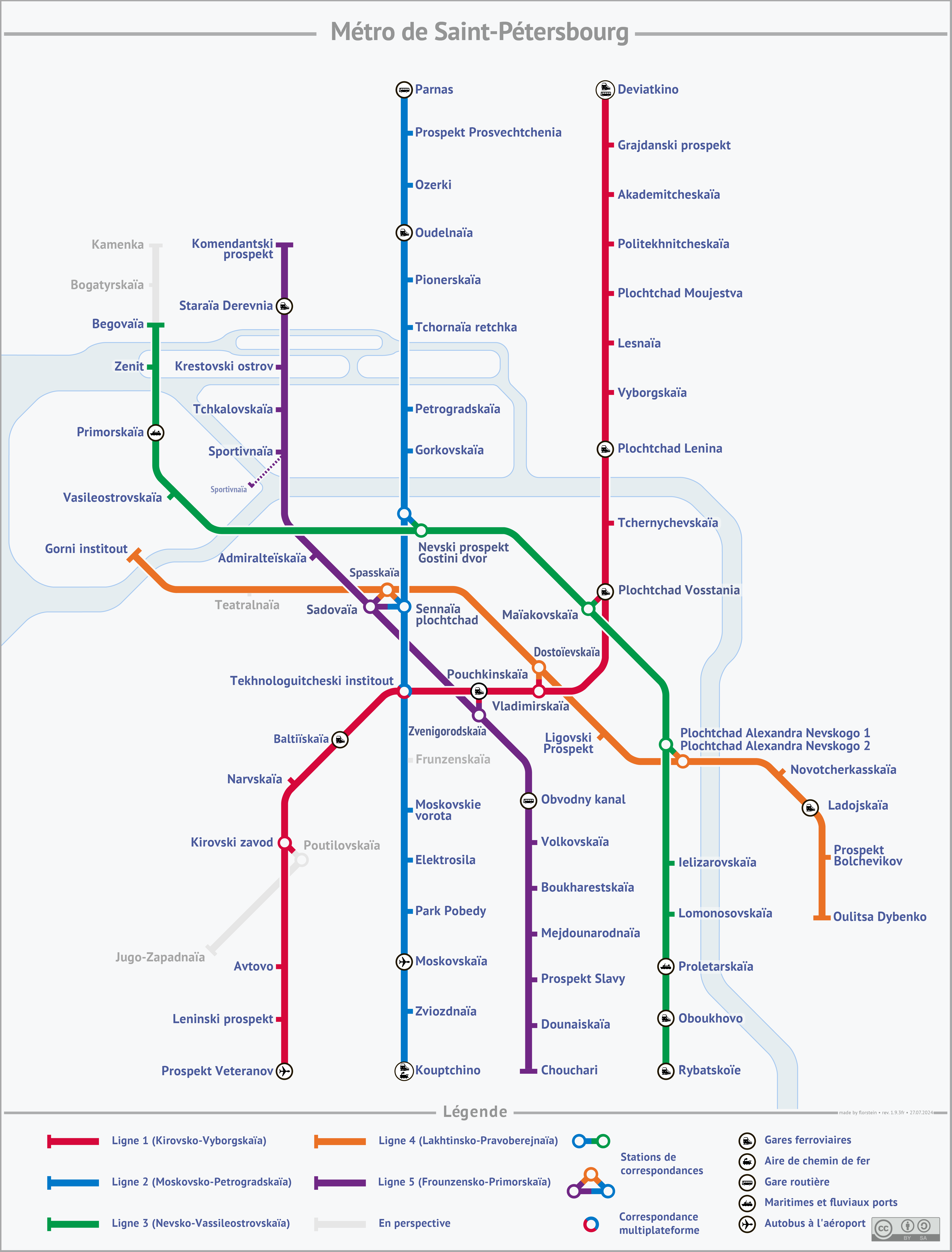
Plan du métro.

Établie en souterrain à 65 m. de profondeur, Lomonossovskaïa est une station de passage de la ligne 3 du métro de Saint-Pétersbourg. Elle est située entre la station Ielizarovskaïa, en direction du terminus nord-ouest Begovaïa, et la station Proletarskaïa, en direction du terminus sud-est Rybatskoïe.
La station dispose d'un quai central encadré par les deux voies de la ligne.

## Histoire
La station Lomonossovskaïa est mise en service le 21 décembre 1970, lors de l'ouverture à l'exploitation du prolongement de Vassileostrovskaïa à Lomonossovskaïa. Elle est nommée en fonction de la présence à proximité de la Manufacture de Lomonossov, dite aussi Manufacture de porcelaine impériale, et de Mikhaïl Lomonossov. La station souterraine est construite suivant un nouveau type de station dite station fermée (ru), ou le quai central donne sur des portes fermées qui ne s'ouvrent en coulissant que lorsque la rame est présente.

## Services aux voyageurs

### Accès et accueil
Elle dispose d'un pavillon d'accès en surface. Il est en relation avec le quai par un tunnel en pente équipé de trois escaliers mécaniques.

### Desserte
Lomonossovskaïa est desservie par les rames de la ligne 3 du métro de Saint-Pétersbourg. Elle est du type station fermée (ru) avec un accès aux rames par des portes coulissantes, donnant sur le quai central, ouvertes uniquement lorsque la rame est présente.

Installations et desserte
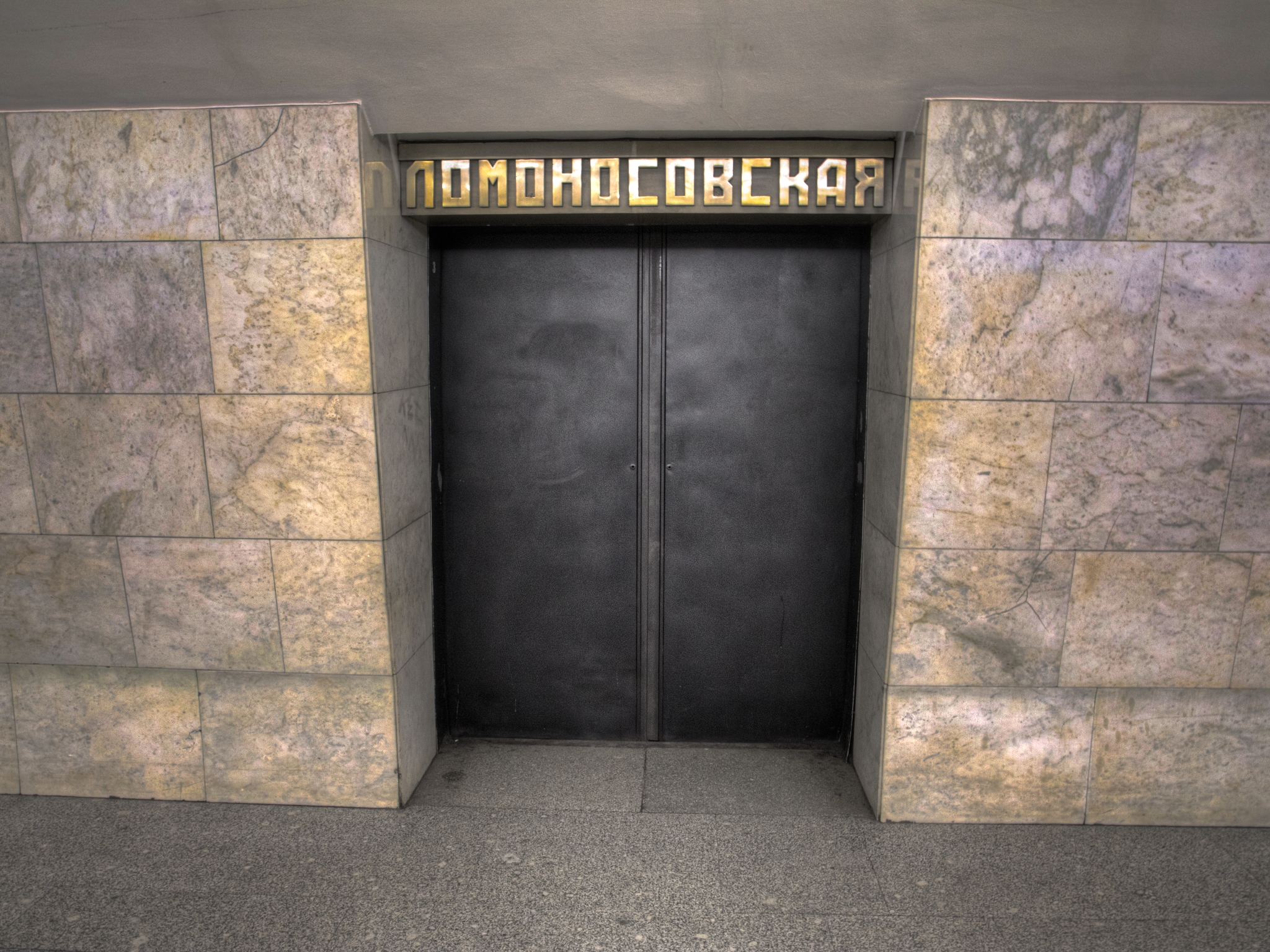
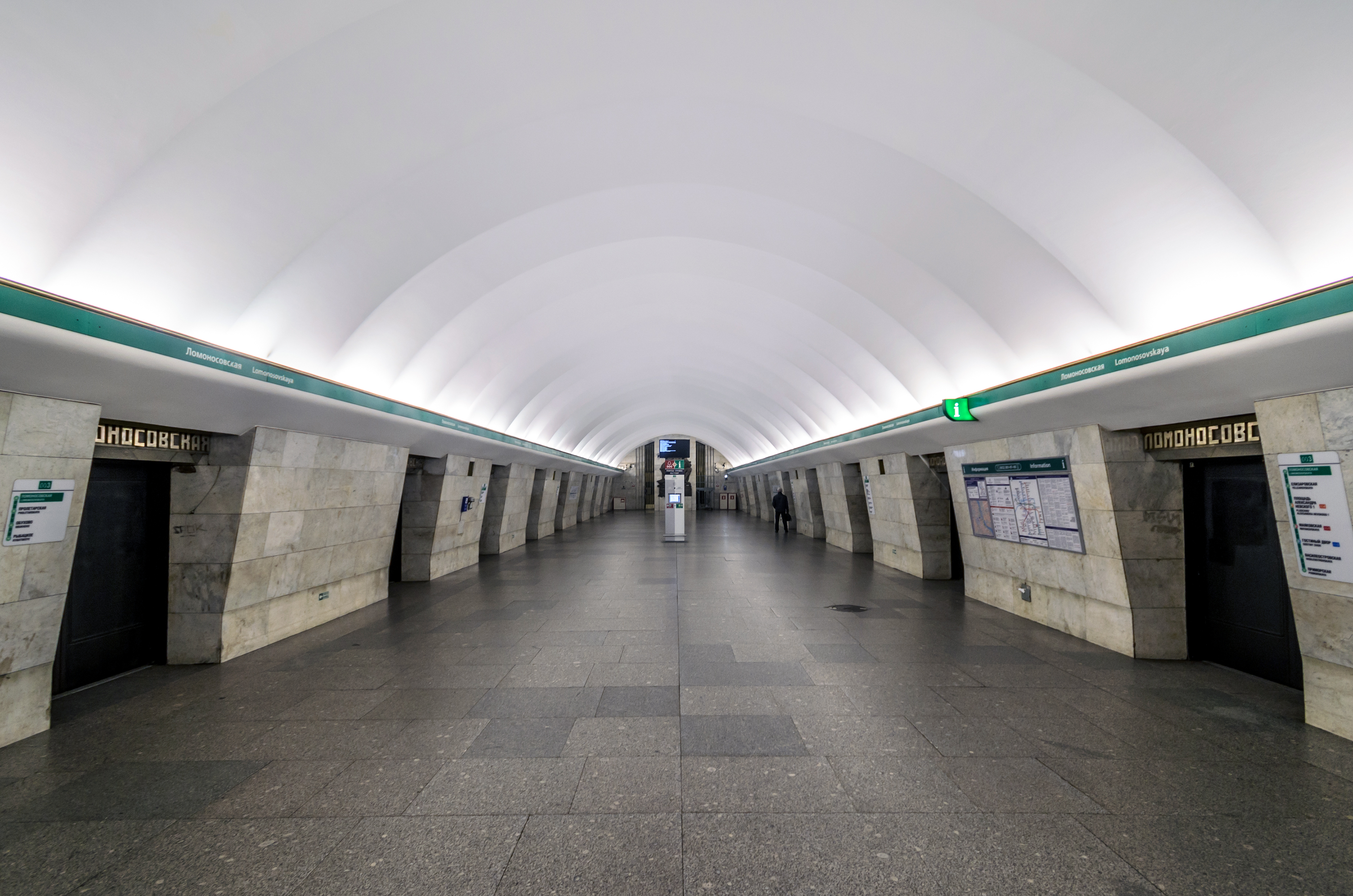
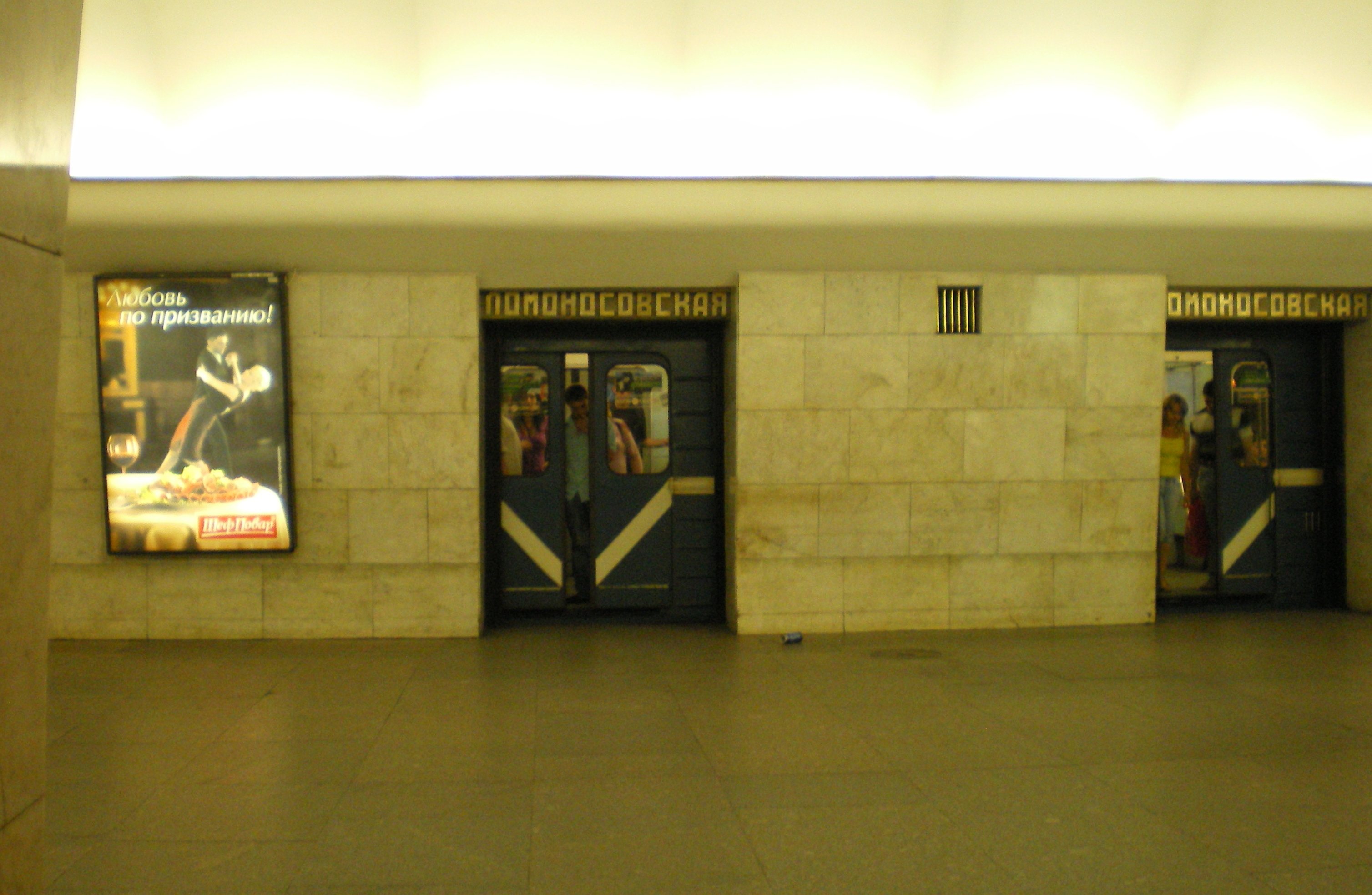

### Intermodalité
À proximité une station du tramway de Saint-Pétersbourg est desservie par les lignes 7, 27 et 39, et des arrêts de bus sont desservis par de nombreuses lignes.